# مولداوی در المپیک تابستانی ۲۰۲۴
کاروان المپیکی مولداوی، که به‌صورت رسمی جمهوری مولداری خوانده می‌شود، یکی از کاروان‌های شرکت‌کننده در بازی‌های المپیک تابستانی ۲۰۲۴ بود که از ۲۶ ژوئیه تا ۱۱ اوت ۲۰۲۴ (۵ تا ۲۱ امرداد ۱۴۰۳ خورشیدی) به میزبانی پاریس، پایتخت فرانسه برگزار شد. این حضور، هشتمین حضور کاروان مولداوی در المپیک در دورهٔ پساشوروی بود.
دنیس ویرو، نخستین ورزشکار این کشور بود که موفق به کسب یک مدال در رشته جودو شد.
مولداوی با احتساب یک مدال نقره و یک مدال برنز کسب شده، در جایگاه هفتاد و دوم جدول مدال‌های المپیک ۲۰۲۴ ایستاد.

## مدال‌آوران

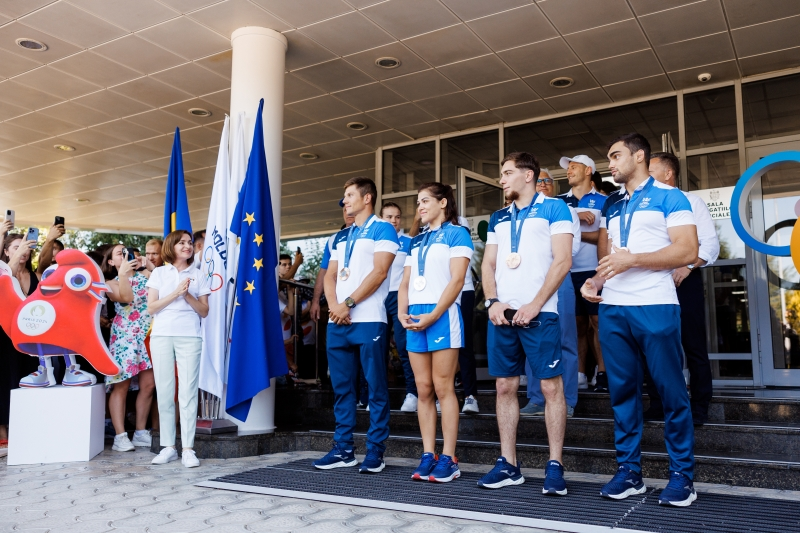
سرگی تارنوفسکی، آناستازیا نیچیتا، دنیس ویرو و عادل عثمانوف پس از بازی‌های المپیک ۲۰۲۴

| مدال | ورزشکار          | ورزش     | رویداد                     | تاریخ    |
| ---- | ---------------- | -------- | -------------------------- | -------- |
| نقره | آناستازیا نیچیتا | کشتی     | ۵۷ ک. گ آزاد زنان          | ۹ اوت    |
| برنز | دنیس ویرو        | جودو     | ۶۶ ک. گ مردان              | ۲۸ ژوئیه |
| برنز | عادل عثمانوف     | جودو     | ۷۳ ک. گ مردان              | ۲۹ ژوئیه |
| برنز | سرگی تارنوفسکی   | قایقرانی | کانو یک‌نفره ۱۰۰۰ متر مردان | ۹ اوت    |

| مدال براساس ورزش | مدال براساس ورزش | مدال براساس ورزش | مدال براساس ورزش | مدال براساس ورزش |
| ---------------- | ---------------- | ---------------- | ---------------- | ---------------- |
| ورزش             | 1                | 2                | 3                | کل               |
| قایقرانی         | ۰                | ۰                | ۱                | ۱                |
| جودو             | ۰                | ۰                | ۲                | ۲                |
| کشتی             | ۰                | ۱                | ۰                | ۱                |
| کل               | ۰                | ۱                | ۳                | ۴                |

| مدال براساس جنسیت | مدال براساس جنسیت | مدال براساس جنسیت | مدال براساس جنسیت | مدال براساس جنسیت |
| ----------------- | ----------------- | ----------------- | ----------------- | ----------------- |
| جنسیت             | 1                 | 2                 | 3                 | کل                |
| مردان             | ۰                 | ۰                 | ۳                 | ۳                 |
| زنان              | ۰                 | ۱                 | ۰                 | ۱                 |
| مختلط             | ۰                 | ۰                 | ۰                 | ۰                 |
| کل                | ۰                 | ۱                 | ۳                 | ۴                 |

| مدال براساس تاریخ | مدال براساس تاریخ | مدال براساس تاریخ | مدال براساس تاریخ | مدال براساس تاریخ | مدال براساس تاریخ |
| ----------------- | ----------------- | ----------------- | ----------------- | ----------------- | ----------------- |
| تاریخ             | 1                 | 2                 | 3                 | کل                |                   |
| ۲۸ ژوئیه          | ۰                 | ۰                 | ۱                 | ۱                 |                   |
| ۲۹ ژوئیه          | ۰                 | ۰                 | ۱                 | ۱                 |                   |
| ۹ اوت             | ۰                 | ۱                 | ۱                 | ۲                 |                   |
| کل                | ۰                 | ۱                 | ۳                 | ۴                 |                   |

## شرکت‌کنندگان
ورزشکاران مولداری در ۱۰ رشته به رقابت پرداختند که در جدول زیر به تفکیک جنسیت به آنها اشاره شده است.
| ورزش              | مردان | زنان | مجموع |
| ----------------- | ----- | ---- | ----- |
| تیراندازی با کمان | ۱     | ۱    | ۲     |
| دو و میدانی       | ۲     | ۳    | ۵     |
| قایقرانی          | ۱     | ۲    | ۳     |
| سوارکاری          | ۰     | ۱    | ۱     |
| جودو              | ۳     | ۰    | ۳     |
| تیراندازی         | ۰     | ۱    | ۱     |
| شنا               | ۱     | ۱    | ۲     |
| تنیس روی میز      | ۱     | ۰    | ۱     |
| وزنه‌برداری        | ۱     | ۰    | ۱     |
| کشتی              | ۴     | ۳    | ۷     |
| مجموع             | ۱۴    | ۱۲   | ۲۶    |